# Hendrik Dirk Kruseman van Elten

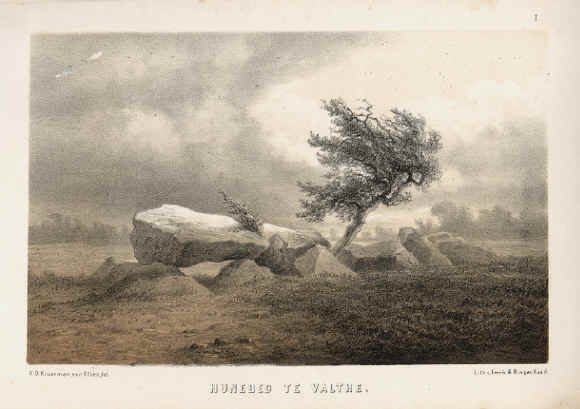
Hendrik Dirk Kruseman van Elten: Hunebed van Valthe

Hendrik Dirk Kruseman van Elten (Alkmaar, 14 november 1829 - Parijs, 12 juli 1904) was een Nederlandse kunstschilder en kosmopoliet.

## Opleiding
Hendrik Dirk Kruseman van Elten, zoon van de Alkmaarse notaris en makelaar Daniel Nicolaas van Elten en Elizabeth Frederica Kruseman (1805-1860), werd opgeleid door de Haarlemse schilder Cornelis Lieste (1817-1861). In diezelfde stad volgde hij van 1845 tot 1849 ook onderricht van Jan Reekers aan de stadstekenschool. Hij ontwikkelde zich tot landschapsschilder

## Omzwervingen
Tussen 1853 en 1861 leefde hij afwisselend in Amsterdam en Oosterbeek. Hij bereisde Duitsland, Zwitserland en Tirol. Hij verbleef ook enige tijd in Brussel, waar hij lid was van de "Société d'Artistes Belges". In 1865 vestigde hij zich in New York, waar hij als etser bekendheid kreeg. Omstreeks 1870 was hij voor korte tijd terug in Europa voor een reis door België, Duitsland, Frankrijk en Engeland. In 1897, na een 32-jarig verblijf in Amerika keerde hij definitief terug naar Europa. Hij vestigde zich in Parijs, de stad waar hij in 1904 overleed.

## Werken
Hij maakte vooral landschappen, die hij zowel uitvoerde in olieverf, als ets of als lithografie. Het Rijksmuseum in Amsterdam bezit een negental litho's van Kruseman van Elten. Het zijn afbeeldingen van historische landschappen (waaronder het hier afgebeelde Hunebed van Valthe).
Marinus Heijl (1836-1931) was leerling bij hem.
Voor zijn verdiensten is hij tot ridder in de Orde van de Nederlandse Leeuw benoemd en heeft de gemeente Alkmaar in 1937 de Kruseman van Eltenweg naar hem vernoemd.
Zijn in 1876 in New York geboren dochter Elisabeth Frederica Kruseman van Elten werd evenals haar vader kunstschilder.